# GAIS
GAIS este un club de fotbal din Göteborg, Suedia fondat în anul 1894.

## Palmares
| Campionatele Naționale |                                                              |                                                                       |
| - Allsvenskan (4) : - Campioană : 1919, 1922, 1931, 1954. - Locul 2 : 1933, 1934, 1942. - Superettan (0) : - Locul 3 : 2005. | - Svenska Serien (1) : - Campioană : 1923. - Locul 2 : 1921. | - Divizia 1 - Södra (1) : - Campioană : 1987. - Locul 2 : 1995, 1999. |

| Cupele Naționale                                                                          | Competiții Europene                          |
| - Cupa Suediei (1) : - Câștigători : 1942. - Finalistă : 1987. - Semifinale : 1947, 2001. | - Cupa UEFA Intertoto : - Câștigători - 1990 |

## Cupa
Performanțe obținute GAIS în cupa națională al Suediei.
| 1942 | GAIS | 2 - 1 | Elfsborg |

| 1987 | GAIS | 0 - 2 | Kalmar |

| 1987 | GAIS | 0 - 0 | Malmö     |
| 1942 | GAIS | 3 - 1 | Halmstads |

| 2001 | GAIS | 1 - 2 | Elfsborg  |
| 1947 | GAIS | 2 - 3 | AIK Solna |

## Baraj
| An   | Club Sportiv | Acasă | Total | Deplasare | Adversar   |
| ---- | ------------ | ----- | ----- | --------- | ---------- |
| 2005 | GAIS         | 2 - 1 | 2 - 1 | 0 - 0     | Landskrona |

## Lotul sezonului 2009-2010
| Nr. |                           | Poziție | Jucător                              |
| --- | ------------------------- | ------- | ------------------------------------ |
| 1   | Suedia                    | P       | Dime Jankulovski                     |
| 2   | Republica Democrată Congo | F       | Richard Ekunde                       |
| 3   | Suedia                    | M       | Erik Berthagen                       |
| 4   | Islanda                   | F       | Hallgrímur Jónasson                  |
| 6   | Ghana                     | M       | Reuben Ayarna                        |
| 7   | Suedia                    | F       | Jonas Lundén                         |
| 8   | Suedia                    | M       | Richard Spong                        |
| 9   | Islanda                   | A       | Gudjon Baldvinsson                   |
| 11  | Suedia                    | M       | Tommy Lycén                          |
| 12  | Suedia                    | P       | Magnus Jonsson                       |
| 13  | Anglia                    | F       | Calum Angus                          |
| 15  | Suedia                    | M       | Fredrik Lundgren                     |
| 17  | Suedia                    | M       | Johan Mårtensson                     |
| 18  | Norvegia                  | A       | Aram Khalili (on loan from IK Start) |
| 19  | Anglia                    | M       | Kyle Patterson                       |

| Nr. |          | Poziție | Jucător            |
| --- | -------- | ------- | ------------------ |
| 20  | Suedia   | F       | Kenneth Gustavsson |
| 21  | Suedia   | A       | Joel Johansson     |
| 22  | Suedia   | F       | Björn Andersson    |
| 23  | Islanda  | M       | Eyjólfur Héðinsson |
| 24  | Suedia   | M       | Johan Pettersson   |
| 25  | Brazilia | M       | Wanderson          |
| 27  | Suedia   | M       | Mervan Celik       |
| 28  | Suedia   | M       | Johan Rundqvist    |
| 29  | Brazilia | M       | Romarinho          |
| 31  | Suedia   | P       | Emir Yazvin        |
| 32  | Finlanda | P       | Henri Sillanpää    |
|     | Suedia   | M       | Sandeep Mankoo     |